# محمد بن أبي القاسم الهاملي
هـو أبو عبد الله محمد بن أبي القاسـم بن ربيح بن محمـد بن عبد الرحيم شيخ ومؤسس الزاوية الهاملية القاسمية بالهامل - بوسعادة.

## مولده ونشأته
ولد محمد بن أبي القاسـم في أول محرم سنة 1240هـ الموافق لـ 26 يوليو 1824م. بالحامدية جنوب الجزائر العاصمة، نشأ على محبة العلم، وفي السنة التي دخل فيها الاحتلال الفرنسي الجزائر بدأ حفظ القرآن الكريم انتقل سنة 1253 هـ/1837 م إلى زاوية علي الطيار تازروت بلدية القصور ولاية برج بوعريريج. رفقة أخيه لمواصلة طلب العلم، فأتقن القراءات السبع وفن التجويد على يد أحد شيوخ الزاوية المسمى «سي الصادق». 

## مع الأمير عبد القادر والشيخ المقراني
في سنة 1260هـ/1844م أراد الشيخ الالتحاق بصفوف المقاومة بجيش الأمير عبد القادر إلا أن هذا الأخير رفض ورأى أنه من الأفضل له مواصلة تعلمه والقيام بمهمة التعليم والإرشاد والتوجيه، وفي السنة نفسها نزل بزاوية السعيد بن أبي داود بزواوة، لتعلم الفقه والنحو وعلم الكلام والفرائض والمنطق وغيره، وبرز في ذلك. وفي السنة الثانية من إقامته بالزاوية كلفه شيخه بتدريس المبتدئين، في السنة الرابعة عينه مناوبا له في الدرس، وفي السنة الخامسة أمره بالتدريس في زاوية ابن أبي التقى قرب برج بوعريريج، وقام بمهمته أحسن قيام، وترك هناك أثرا طيبا وذكرا حسنا.
في نهاية السنة الخامسة اجتمع ثلاثة من أعيان أشراف الهامل هم: محمد زيان الشريف، إبراهيم بن الحاج، أبو الأجدل بن عمر، بالشيخ أحمد بن أبي داود وطلبوا منه السماح للطالب محمد بن أبي القاسم بالرجوع معهم إلى قريتهم ونشر العلم هناك، بإذن منهم فكان لهم ما أرادوا، وكتب الشيخ أحمد بن داود جوابا للشيخ يأمره بالتدريس ببلدته، وعاد الطالب إلى بلده وذلك سنة 1265هـ/1848م.
كان للشيخ محمد بن أبي القاسم الهاملي دور كبير في دعم المقاومة الشعبية المسلحة لاسيما مقاومة المقراني ففي سنة 1871م، ساهم بشكل كبير بدعم الثورة بالرجال والسلاح، وبعد الهزيمة أحضر أبناء الزعيم المقراني وحوالي ثمانين عائلة من الذين تضرروا من اضطهاد سلطات الاحتلال، وأقاموا بالزاوية معززين مكرمين، ولا يزال «حي المقارنة» بالقرية شاهدا على ذلك.

## شيوخه في العلم والطريقة
- الشيخ محمد بن عبد القادر: الملقب بـ «كريرش» وهو ابن عم الشيخ، ويلتقي معه في جده ربيح، فهو محمد بن عبد القادر بن ربيح، وكان من شعراء الملحون، له قصائد عدة في مدح الشيخ محمد بن أبي القاسم.
- الشيخ سي الصادق: أحد شيوخ زاوية علي الطيار بمنطقة البيبان، ولم نعثر على ترجمته إلا ما ذكره عنه الشيخ محمد بن الحاج محمد في الزهر الباسم نقلا عن الأستاذ، من أن سي الصادق كان أصما إلا عن القرآن الكريم.
- الشيخ أحمد بن أبي داود:(1235-1280هـ/1819-1861م) هو أحمـد بن أبي القاسم بن السعيد بن عبد الرحمن بن محمد وينتهي نسبه إلى سليمان بن أبي داود، ولذا عرف بـ«أحمـد بن أبي داود» ولد سنة 1235هـ، وأخذ العلم عن والده أبي القاسم بن أبي داود (ت 1255هـ/1838م). تولى التدريس بزاوية بن أبي داود وهو ابن عشرين سنة، وظل مدرسا بها إلى وفاته، أي مدة 25 سنة ينشر العلوم الشرعية خصوصا الفقه والتفسير والحديث. توفي يوم 6 جمادى الأولى عام 1280هـ/1861م.
- الشيخ المختار بن عبد الرحمن بن خليفة الإدريسي الخالدي الجلالي: ولد بقرية سيدي خالد سنة 1201هـ/1784م، حفظ القرآن في سن مبكرة وتفقه على جلة من العلماء وبرز في العقائد وعلم الكلام، أسس زاوية أولاد جلال التي عرفت شهرة واسعة في ظرف وجيز، اشتهر بالورع ونشر العلم، كما اشتهر بقدرته في التأثير على قلوب سامعيه، توفي في 19 ذي الحجة من سنة 1277هـ/أكتوبر 1862م.
- الشيخ أحمد بن محمد بن المبارك في زاوية سيدي أحمد الطايري في بلدية القصور ضمن ولاية برج بوعريريج.[8]

## تأسيس الزاوية القاسمية بالهامل
في سنة 1279هـ/1862م شرع الشيخ محمد بن أبي القاسم في بناء زاويته بقرية الهامل، وأتمها أول محرم 1280هـ/18 جويلية 1863م. وفي سنة التي تلتها شرع في بناء مسجد للطلبة والإخوان ولدروس الفقه وغيره، وذاعت شهرة الشيخ في المناطق المجاورة، فقصد الزاوية الطلبة من كل مكان من: المدية، تيارت، شرشال، سطيف، المسيلة، الجلفة، الأغواط...
وتوافد على الزاوية الأساتذة والعلماء من جميع الجهات، وتحولت إلى مركز لقاء بينهم ومنتدى علمي ثقافي يؤمه خيرة علماء البلد. وصفها أحد الشيوخ فقال: «كانت الزاوية المعمورة محلا للعلماء العاملين» ، وكان يرتادها في هذه الفترة ما بين 200 و300 طالب سنويا. يدرسهم 19 أستاذا على رأسهم الأستاذ نفسه.
اهتم أيضا بتعمير الأرض واستصلاحها وزراعتها، وذلك لتأمين مصدر رزق للزاوية، فاستصلح عشرات الهكتارات بوادي الهامل والمناطق المجاورة له، كمرحلة أولى وجعل كل ذلك وقفا على الزاوية يستفيد منه الطلبة والفقراء والمحتاجين، ثم بدأ في مرحلة ثانية بشراء الأراضي الزراعية في المناطق الأخرى مثل المسيلة والجلفة وتيارت والمدية وتيزي وزو وغيرها من المناطق، وجعلها أيضا وقفا على طلبة العلم من رواد زاويته.
أوقف أموالا وعقارات وبساتين على زوايا شيوخه في أولاد جلال، برج بن عزوز، أقبو، طولقة والجزائر العاصمة، على مقام محمد بن عبد الرحمن الأزهري، بل هو الذي بنى الحائط الذي يحمى المقبرة ويحيط بها.

## آثـاره
ترك الشيخ رسائل كثيرة منها:
- رسالة في الهجرة،
- رسالة في تحريم الدخان،
- رسالة في تفسير سورة القدر، وأخرى إلى بني ميزاب،
- رسالة في أن الطريقة الرحمانية والطريقة الشاذلية طريقة واحدة،
- رسالة في مقامات الأنفس السبعة، وله منظومة الأسماء الحسنى.

## تلامـذته
تخرج على يديه الكثير من طلبة العلم الذين أصبحوا فيما بعد شيوخا كبارا ومن أشهرهم: محمد المكي بن عزوز البرجي، الشيخ محمد بن عبد الرحمان الديسي، أحمد الأمين بن عزوز، أبو القاسم الحفناوي.

## وفاته
توفي الشيخ محمد بن أبي القاسم الهاملي على الساعة الثانية زوالا من يوم الأربعاء أول محرم 1315هـ الموافق لـ 2 جوان 1897م. عن عمر يناهز 73 سنة. ودفن صباح يوم الخميس 2 محرم على الساعة العاشرة صباحا، وحضر جنازته جمع غفير من العلماء والشيوخ والمواطنين، وكانت مدة إقامته بزاويته منذ بناها إلى أن توفاه الله نحو من سبع وثلاثين سنة، ودفن بمسجده بالهامل.

## مواضيع ذات صلة
- قائمة أعلام الجزائريين
- المرجعية الدينية الجزائرية
- زاوية الهامل